# You Can Count on Me
You Can Count on Me (Alternativtitel: Zähl auf mich) ist ein US-amerikanisches Filmdrama aus dem Jahr 2000. Regie führte Kenneth Lonergan, der auch das Drehbuch schrieb. Dieses Drehbuch, wie auch die Leistung der Hauptdarstellerin Laura Linney, wurden im Jahr 2001 für den Oscar und für den Golden Globe Award nominiert.

## Handlung
Die Geschwister Samantha und Terry Prescott wurden als Kinder aufgrund eines Autounfalls der Eltern zu Waisen. Mehrere Jahre später ist Samantha eine alleinerziehende Mutter und arbeitet bei einer Bank als Kreditberaterin. Ihr Bruder begibt sich auf eine ausgedehnte Reise und besucht sie, als er Geld braucht. Terry überweist das Geld seiner Freundin, die einen Selbstmordversuch unternimmt.
Samanthas 8-jähriger Sohn Rudy kennt seinen Vater nicht und stellt sich vor, dieser sei ein Held. Währenddessen erneuert Samantha ihre Beziehung zu einem Freund, der sie etwas später mit einem Heiratsantrag überrascht. Ihr neuer verheirateter Chef Brian Everett ist von ihr fasziniert und geht eine Affäre mit ihr ein.
Terry freundet sich mit seinem Neffen an. Nach einiger Zeit bringt er Rudy zu dessen Vater. Dort lässt er sich provozieren, verprügelt den Mann und wird festgenommen. Samantha bringt ihren Bruder und ihren Sohn heim; etwas später verreist Terry.

## Kritiken
Carla Meyer schrieb in der San Francisco Chronicle vom 17. November 2000, der Film sei ein „intensiv bewegendes Familiendrama“ und gehöre zu den besten Filmen des Jahres. Er biete einen „leisen und herzzerreissenden Blick auf die Dynamik einer Familie“. Es sei schwer zu sagen, welche der beiden Hauptdarstellungen bemerkenswerter sei. Von der „einheitlich guten“ Besetzung wurden ferner Rory Culkin und Matthew Broderick erwähnt.
Das Lexikon des internationalen Films schrieb, der Film sei ein „theaterhaft verfilmtes Kleinstadt- und Familien-Porträt, das inhaltlich wie formal allzu beiläufig inszeniert“ sei. Lediglich die Darsteller würden „aus der konzeptionslosen Arbeit“ herausragen.
Karl-Heinz Schäfer schrieb in der Zeitschrift Cinema, das „schöne, anrührende Familiendrama“ erzähle „von den kleinen Dingen des Lebens“. Es zeige „Alltagstypen“ und „eine kurze Prügelei als Höchstmaß äußerer Dramatik, ansonsten Menschen, die den Sinn des Lebens suchen – nämlich Zuneigung, Verständnis und Zärtlichkeit“; die „Aufrichtigkeit“ ist ein „schwieriger Spezialeffekt“, den Lonergan beherrsche. Die US-amerikanischen Kritiker habe der Film „mitten ins Herz“ getroffen.

## Auszeichnungen
Laura Linney in der Kategorie Beste Hauptdarstellerin und Kenneth Lonergan in der Kategorie Bestes Originaldrehbuch wurden im Jahr 2001 für den Oscar nominiert. Laura Linney als Beste Hauptdarstellerin – Drama und Kenneth Lonergan für Bestes Filmdrehbuch wurden 2001 für den Golden Globe Award nominiert.
Kenneth Lonergan erhielt im Jahr 2000 als Regisseur und als Drehbuchautor zwei Preise des AFI Festes. Außerdem erhielt er 2000 den Boston Society of Film Critics Award, den British Film Institute Award, den National Board of Review Award und sowohl den Großen Preis der Jury wie auch den Waldo Salt Screenwriting Award des Sundance Film Festivals; für den Bronze Horse des Stockholm Film Festivals und für den Gotham Award wurde er nominiert.
Während des World Film Festivals 2000 erhielt Mark Ruffalo einen Preis als Bester Hauptdarsteller und Kenneth Lonergan einen Sonderpreis der ökumenischen Jury; außerdem wurde Lonergan für den Grand Prix des Amériques nominiert. Kenneth Lonergan und Mark Ruffalo erhielten den Los Angeles Film Critics Association Award. Laura Linney und Kenneth Lonergan als Drehbuchautor erhielten 2000 jeweils den New York Film Critics Circle Award und den Toronto Film Critics Association Award. Laura Linney gewann 2000 den San Diego Film Critics Society Award, den sie jedoch mit Julia Roberts (Erin Brockovich) teilte.
Der Film und Kenneth Lonergan als Drehbuchautor gewannen im Jahr 2001 den Independent Spirit Award; Laura Linney, Mark Ruffalo und Rory Culkin in der Kategorie Bestes Debüt wurden für den gleichen Preis nominiert. Kenneth Lonergan gewann 2001 für sein Drehbuch den Writers Guild of America Award. Laura Linney und Kenneth Lonergan als Drehbuchautor gewannen 2001 den National Society of Film Critics Award. Rory Culkin erhielt 2001 den Young Artist Award.
Laura Linney erhielt im Jahr 2001 den Vancouver Film Critics Circle Award und wurde für den Screen Actors Guild Award nominiert. Kenneth Lonergan gewann 2001 für das Drehbuch den Golden Satellite Award, Laura Linney wurde für den Golden Satellite Award nominiert. Laura Linney, Rory Culkin und Kenneth Lonergan als Drehbuchautor wurden 2001 für den Phoenix Film Critics Society Award nominiert. Laura Linney und Kenneth Lonergan wurden 2001 für den Online Film Critics Society Award nominiert. Kenneth Lonergan wurde im Jahr 2002 als Regisseur für den dänischen Preis Bodil nominiert.

## Hintergründe
Der Film wurde in New York City, in Margaretville (New York) und in Phoenicia (New York) gedreht. Seine Produktionskosten betrugen schätzungsweise 1,2 Millionen US-Dollar. Die Weltpremiere fand am 21. Januar 2000 auf dem Sundance Film Festival statt, zahlreiche weitere Filmfestivals – darunter das World Film Festival im August 2000 und das Toronto International Film Festival im September 2000 – folgten. Am 1. Dezember 2000 kam der Film in ausgewählte Kinos der USA, in denen er ca. 9,2 Millionen US-Dollar einspielte. In die deutschen Kinos kam er am 19. April 2001.